# Mr. Bleat
Mr. Bleat es un grupo musical colombiano de la ciudad de Medellín. El grupo nace en 2007, conformado por Sara Rodas, Pablo Ángel y Alejandro Bernal. Aunque la banda ha rechazado identificarse dentro de algún género o corriente musical, su sonido se identifica habitualmente dentro del Synth pop y se aprecian claras influencias de la New Wave de los años 80, en especial de artistas como David Bowie, Depeche Mode, Patti Smith o New Order.
En 2010 lanzan su primer EP, Mr. Disco y en febrero del año siguiente su disco Señor Bleat. El cuarteto ha conseguido editar sus propios discos sin la intromisión de ninguna compañía discográfica y ha preferido mantener una actitud al margen del mainstream, ocupando un espacio importante dentro de la escena musical independiente del país. Han hecho acto de presencia en diferentes festivales de música como el Festival Internacional Imagine de Medellín, el Festival Ruido de Bogotá (tocando junto a bandas de Electropop como los suecos Miike Snow), Festival Centro de Bogotá, el SXSW, el festival internacional rock al parque o Estéreo Pícnic.